# 費爾頓 (加利福尼亞州)
費爾頓（英語：Felton）是位於美國加利福尼亞州聖塔克魯茲縣的一個人口普查指定地區。

## 地理
費爾頓的座標為37°03′05″N 122°03′21″W / 37.05139°N 122.05583°W，而該地最高點為海拔高度87米（即285英尺）。

## 人口
根據2010年美國人口普查的數據，費爾頓的面積為11.790平方千米，均為陸地。當地共有人口4057人，而人口密度為每平方千米344人。